# Пиловугільне паливо

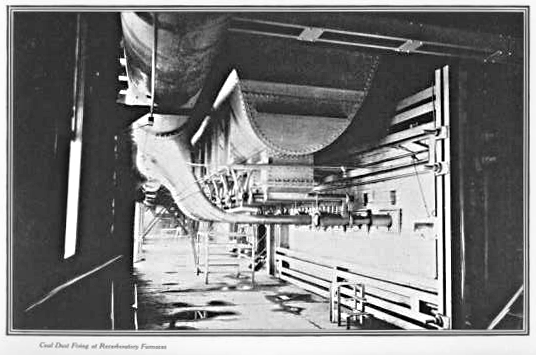
Пальники, що використовують пиловугільне паливо

Пиловугільне паливо (ПВТ) — вид палива, що являє собою вугілля, попередньо подрібнене в найтонший порошок (пил крупністю, як правило, менше 100 мкм). Застосовується як самостійне паливо або добавки в парових котлах, металургійних печах або інших теплових агрегатах.
Основна перевага ПВТ порівняно з іншими видами палива — його відносно низька вартість.

## Отримання

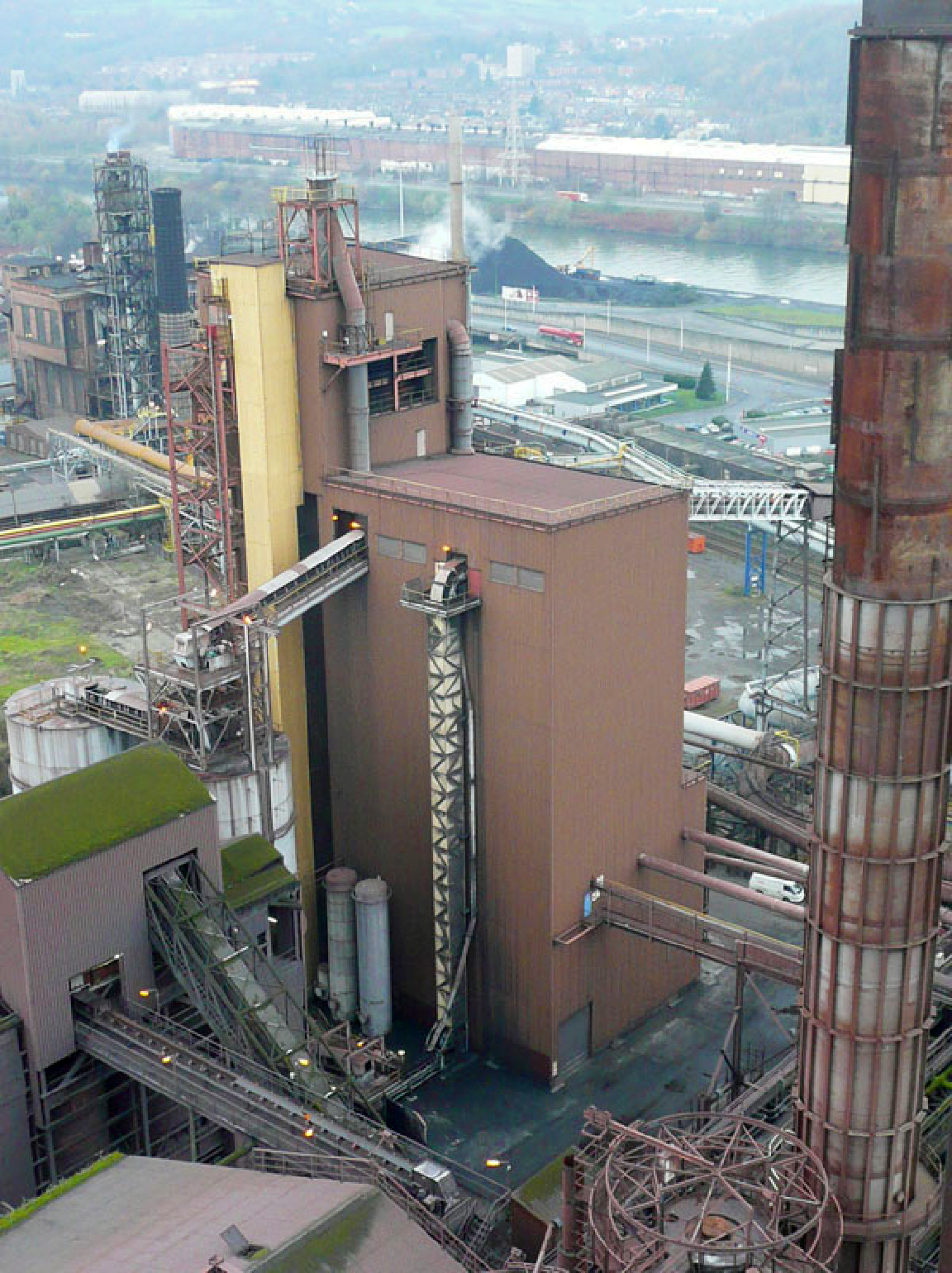
Комплекс з виробництва ПВТ

Для отримання вугільного порошку застосовується будь-яке тверде паливо (буре і кам'яне вугілля, торф, відходи коксових батарей тощо), яке піддається тонкому помелу. Для сушіння вологого вугілля застосовують сушильні барабани, що працюють за принципом прямого вдування. Гарячі гази температурою 300—350 °C зі спеціальної топки надходять у сушильний барабан одночасно з вугіллям. Для подрібнення застосовуються дробилки та спеціальні млини. Необхідна тонкість помелу вугілля визначається вмістом у ньому летких речовин і зольність.